# Dennstaedtia hirsuta
Dennstaedtia hirsuta là một loài thực vật có mạch trong họ Dennstaedtiaceae. Loài này được (Sw.) Mett. ex Miq. miêu tả khoa học đầu tiên năm 1867.